# Людовик Мэнский
Людо́вик (около 800—9 января 867) — аббат монастырей Сен-Дени, Сен-Рикье и Сен-Вандриль (Фонтенель); незаконный сын графа Мэна Роргона I и Ротруды, дочери императора Запада Карла Великого и Хильдегарды.

## Биография
Людовик был канцлером при своем дяде, императоре Людовике I Благочестивом, а затем и при его сыне Карле II Лысом. При Карле он упоминается как аббат трёх аббатств — Сен-Дени, Сен-Рикье и Сен-Вандриль.
В 858 году он вместе со сводным братом Гозленом попал в плен к норманнам, которые выпустили их только после уплаты большого выкупа.